# کوین (خودرو)
کوین (خودرو) (Covin (automobile)) خودرویی است که در سال‌های Early ۱۹۸۰s تا ۱۹۹۰ Approxتولید شده‌است.
طراحی آن موتور عقب و توزیع نیروی پیشران بوده ‌است. سیستم جعبه‌دندهٔ آن ۵ دنده به دو صورت خودکار و دستی است.